# KLRB1
KLRB1 (англ. Killer cell lectin like receptor B1) – білок, який кодується однойменним геном, розташованим у людей на короткому плечі 12-ї хромосоми. Довжина поліпептидного ланцюга білка становить 225 амінокислот, а молекулярна маса — 25 415.
| 10         |  | 20         |  | 30         |  | 40         |  | 50         |
| ---------- |  | ---------- |  | ---------- |  | ---------- |  | ---------- |
| MDQQAIYAEL |  | NLPTDSGPES |  | SSPSSLPRDV |  | CQGSPWHQFA |  | LKLSCAGIIL |
| LVLVVTGLSV |  | SVTSLIQKSS |  | IEKCSVDIQQ |  | SRNKTTERPG |  | LLNCPIYWQQ |
| LREKCLLFSH |  | TVNPWNNSLA |  | DCSTKESSLL |  | LIRDKDELIH |  | TQNLIRDKAI |
| LFWIGLNFSL |  | SEKNWKWING |  | SFLNSNDLEI |  | RGDAKENSCI |  | SISQTSVYSE |
| YCSTEIRWIC |  | QKELTPVRNK |  | VYPDS      |  |            |  |            |

A: Аланін

C: Цистеїн

D: Аспарагінова кислота

E: Глутамінова кислота

F: Фенілаланін

G: Гліцин

H: Гістидин

I: Ізолейцин

K: Лізин

L: Лейцин

M: Метіонін

N: Аспарагін

P: Пролін

Q: Глутамін

R: Аргінін

S: Серин

T: Треонін

V: Валін

W: Триптофан

Кодований геном білок за функцією належить до рецепторів. 
Білок має сайт для зв'язування з лектинами. 
Локалізований у мембрані.